# 고도촌 (군마현)
고도촌(일본어: 強戸村)은 일본 군마현 닛타군에 있던 촌이다. 현재의 오타시에 해당한다.

## 역사
- 1889년 4월 1일 - 정촌제 시행에 의해 닛타군 고도촌이 성립하였다.
- 1957년 4월 1일 - 야마다군 규하쿠촌과 함께 오타시에 편입되었다.

## 참고 문헌
- 角川日本地名大辞典編纂委員会, 『角川日本地名大辞典 10 群馬県』1988, 角川書店